# تورومتيكول

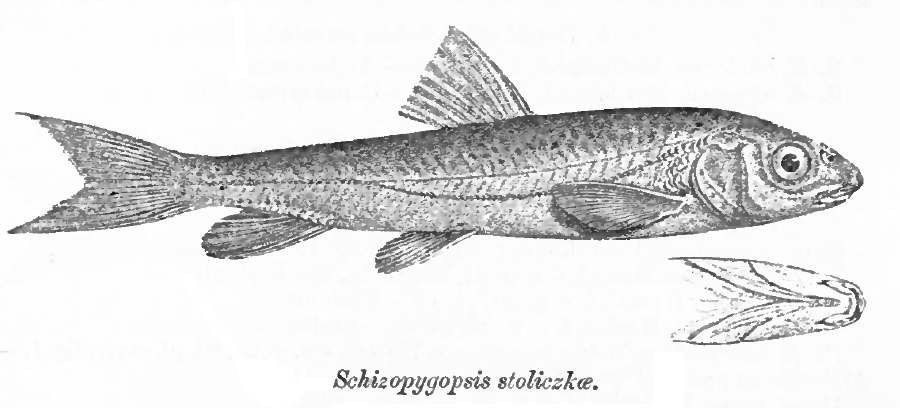
مسكن بحيرة شيزوبيجوبسيس ستوليكزكاي

تورومتيكول، هي بحيرة وادي جبلية للمياه العذبة في منطقة مقاطعة بدخشان الجبلية ذاتية الحكم، في جنوب شرق طاجيكستان، على بعد 110 كيلومتر (68 ميل) شرق عاصمة المقاطعة خاروغ. ملقاة في جبال بامير عند 4,202 متر (13,786 قدم) فوق مستوى سطح البحر، 7 by 2 كيلومتر (4.3 by 1.2 ميل) ، وتبلغ مساحتها 900 هكتار (2,200 أكر) بعمق 18 متر (59 قدم). أكثر الأسماك عددًا هي تروت ستار الثلجية و فلس عثمان. تشكل البحيرة جزءًا من منطقة الطيور المهمة في جافشانجوز.